# Yitzhak Ben-Ruby

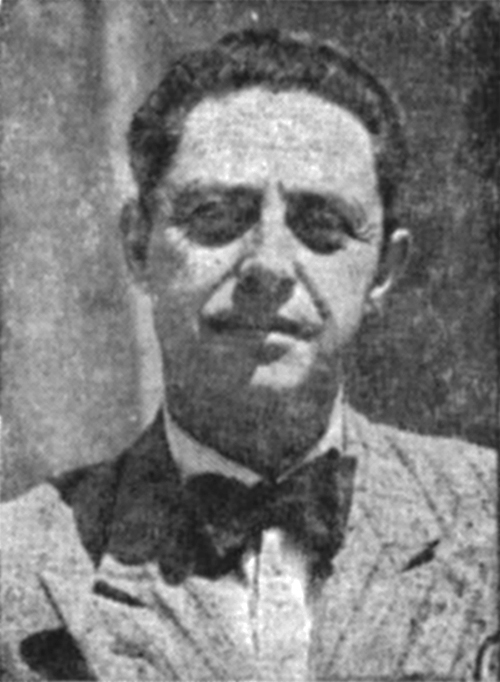
Yitzhak Ben-Ruby.

Yitzhak Ben-ruby (1903 -1977) , en hebreo יצחק בן-רובי, fue un periodista, escritor, poeta y dramaturgo sefardí.
Yitzhak Ben-Ruby fue una figura pública y un activista sionista que nació en Grecia y vivió en Israel. Fue director del Fondo Nacional Judío en Salónica y delegado en el Segundo Congreso Mundial de los Sefardíes. Escribió en lengua sefardí, español y hebreo.
Yitzhak Ben-Ruby fue un activo masón miembro de la Logia de habla francesa Lumière 42 de Tel Aviv y uno de los fundadores, en 1970, de la Logia La Fraternidad 62 de esa misma ciudad, la primera en lengua española de Israel.

## Biografía
Yitzhak Ben-ruby nació el 25 de marzo de 1903 en la ciudad griega de Serres era hijo de Lea Bat Yitzhak De-Bouton, perteneciente a una familia de banqueros de Estambul y Biti Ben-Ruby, un farmacéutico descendiente de una familia de rabinos y médicos de renombre.
En 1913, sus padres se mudaron a Salónica, donde estudió en la escuela de la Alianza Israelita Universal, y en la Mission Laïque Française, con el poeta Roger Millet, el experto en historia judía Kaido Kobo y el poeta Henry Marx.
Cuando fue mayor, se casó con Dorah, hija de Yosef Kimhi, y comenzó a trabajar en el banco "D-Salonik" y también fue su secretario principal. Más tarde se convirtió en uno de los fundadores y directores de la Asociación de Banqueros Griegos y se desempeñó como secretario y miembro de la gerencia de la compañía tabacalera "Ostero Ilinik", que empleaba a miles de trabajadores judíos.
Como activista sionista, se desempeñó como miembro de la Asociación Tzeirei Zion en Salónica, como Secretario Principal de la Federación Sionista en Grecia, como director de la rama local del Fondo Nacional Judío y como jefe de la Asociación Sionista Tachiya en Atenas. También fue uno de los activistas y directores de instituciones de bienestar social en nombre del comité de la comunidad judía, incluida la Liga para la lucha contra la tuberculosis y el Hospital para trastornos mentales.
Su obra literaria incluyó escribir poemas, poemas y obras de teatro. Como periodista, escribió en los periódicos ladinos "La Rynacencia Judia" y "Le Progure", y en el periódico francés "Coniter".
El 8 de agosto de 1945, emigró a Palestina con su esposa, como director de Youth Aliya de Grecia.
En Israel continuó escribiendo obras de teatro y novelas, y también escribió artículos para los periódicos "Analysse rechazó" Antinus de Madrid, y "The Hebrew Stage" de México. También dio conferencias a los inmigrantes en Maabarot y Moshavim en todo el país, y dos veces por semana informaba de los eventos en los campos de inmigrantes en un programa especial de la radio.
Fue miembro de la organización Hagana, más tarde sirvió en las Fuerzas de Defensa de Israel (FDI) y fue miembro activo en el Moriah. Se desempeñó como miembro de Histadrut y fue director y editor de Il-Aviner en español y del periódico francés L'Aviner el 9 de abril de 1954. Fue elegido delegado del Segundo Congreso Mundial de Sefardíes en nombre de la sucursal de Histadrut en Tel Aviv.
Trabajó como editor de la versión en Israel del periódico turco ladino "Il Timpo". Como activista Mapai dio varias conferencias por todo el país.
En febrero de 1960 se realizó una velada honorífica en Tel Aviv con la participación del miembro de la Knesset Menachem Cohen, Lili Menachem, Avraham Elmaliach y el rabino Jacob Moshe Toledano.
Falleció el 2 de noviembre de 1977 (en el calendario hebreo, 21 de Cheshvan de 5738 ) y fue enterrado en el cementerio Nahalat Yitzhak.

## Su obra
- Blum the Jew  - una comedia dramática, tres actos.
- Madly serious  - una obra dramática del Departamento de Cultura de Histadrut, en tres actos.
- '193- novela.
- Il Sicrito Deal Meadow  - novela.
- Lubricación con grasa  - una composición humorística, leída en español por la Voz de Israel a la diáspora.